# بليك مورتون
بليك مورتون (بالإنجليزية: Blake Morton)‏ هو لاعب كرلنغ أمريكي، ولد في 17 مارس 1991 في مك فارلاند في الولايات المتحدة.

## وصلات خارجية
- بليك مورتون على موقع الاتحاد الدولي للكرلنغ (الإنجليزية)
- بليك مورتون على موقع اللجنة الأولمبية والبارالمبية الأمريكية (الإنجليزية)